# أوسكار لاكروا
أوسكار لاكروا هو مهندس معماري وسياسي كندي، ولد في 6 مارس 1891 في مدينة كيبك في كندا، وتوفي بنفس المكان في 30 أغسطس 1970. حزبياً، نشط في الحزب الليبرالي الكندي. وقد انتخب عضو مجلس العموم الكندي.